# طائرة مقاتلة

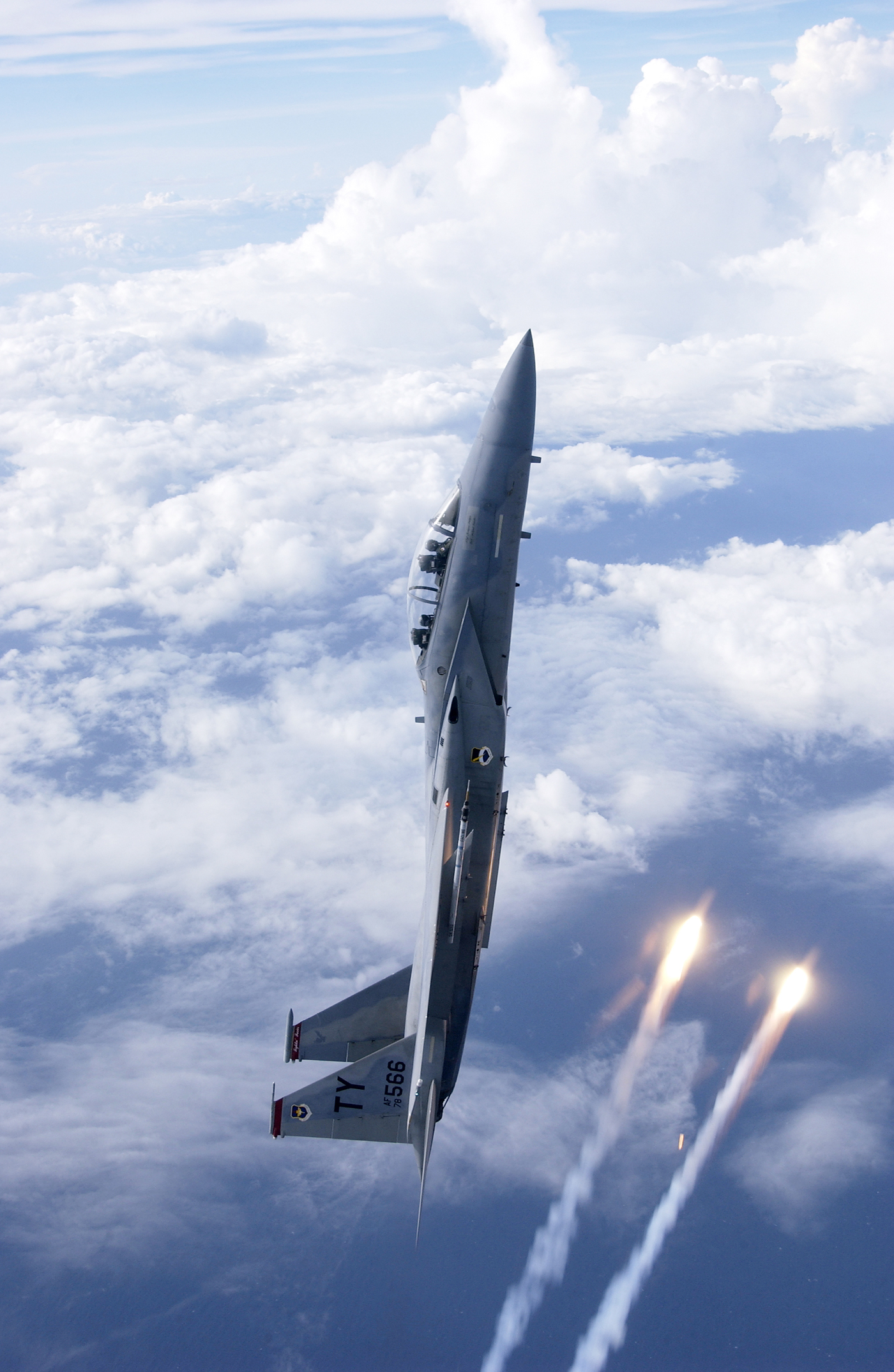
مقاتلة إف-15 أمريكية

طائرة مقاتلة هي طائرة عسكرية تستهدف في المقام الأول مهاجمة الطائرات الأخرى، على خلاف قاذفة القنابل والتي صممت في أساسًا للهجوم على الأهداف البريَّة عن طريق إسقاط القنابل، الطائرة المقاتلة صغيرة نسبيا، وسريعة، وأيضَا سهل المناورة بها. الطائرة المقاتلة هي الوسيلة الأساسية للقوات المسلحة لكسب التفوق الجوي. على الأقل منذ الحرب العالمية الثانية، كان التفوق الجوي عنصر من أهم عناصر النصر في الحروب الحديثة، ولا سيما الحروب التقليدية بين الجيوش النظامية على عكس حروب العصابات. إن اقتناء وصيانة طائرة مقاتلة تمثل نسبة كبيرة جدا من الميزانيات العسكرية في الجيوش الحديثة.

## مقدمة

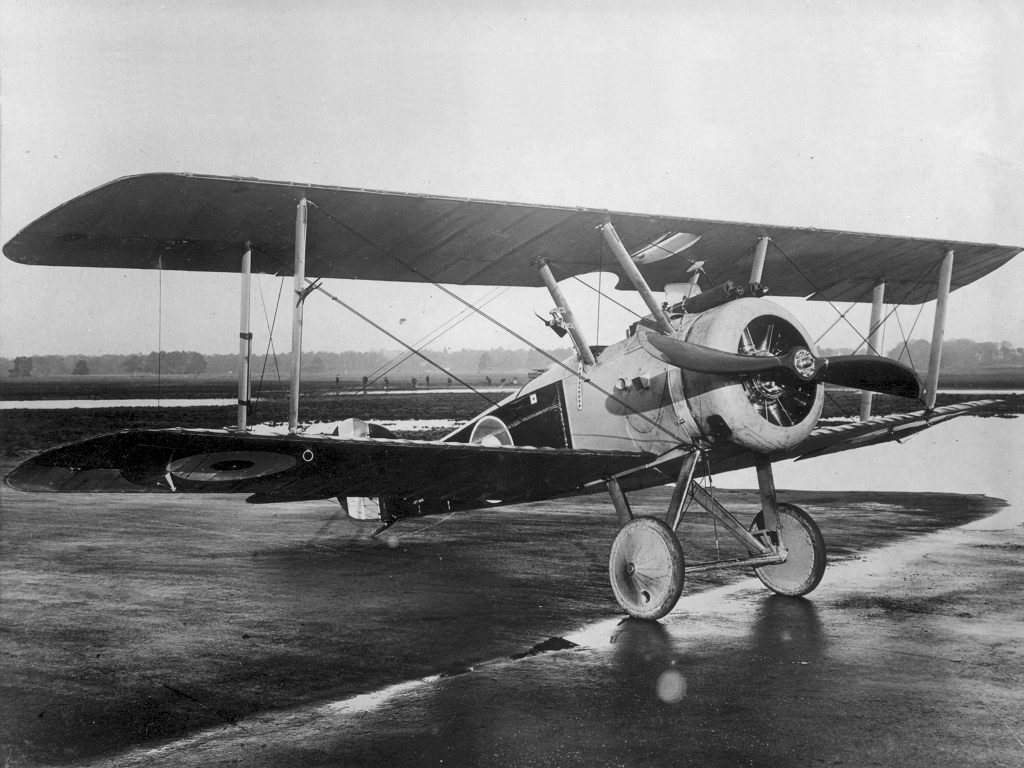
مقاتلة بريطانية خلال الحرب العالمية الأولى

يعود تاريخ ابتكار الطائرات المقاتلة إلى أوائل الحرب العالمية الأولى (1914-1918) حيث كانت الطائرة المقاتلة مصنوعة من بدن خشبي خفيف ومجهزة برشاش خفيف أيضاً وكانت المعارك الجوية تجري على نطاق قريب وبسيط نسبياً إذا جاز التعبير.
بعد أن وضعت الحرب العالمية الثانية أوزارها انتبه القادة العسكريون إلى الدور المتنامي للطائرة المقاتلة وبات من الضروري تواجدها لدى أي قوة جوية حيث جرى العمل المضني والمتوالي عند القوى الصناعية العالمية التي كانت قد دخلت عصر المنافسة الصناعية وبدأت تركز على تطوير التسليح والقدرات العسكرية كدول مثل الولايات المتحدة الأمريكية، ألمانيا النازية، بريطانيا، أيطاليا، اليابان، فرنسا، الإتحاد السوفيتي، وغيرهم.
كانت الطائرات المقاتلة من الجيل التالي أكثر صلابة من ناحية تصميم البدن وأقوى تسليحاً، وقد حلت محل المحركات الخفيفة المستخدمة في الحرب العالمية الأولى محركات مكبسية أكثر قوة وتطوراً وقدرة على الارتفاع والمناورة بالطائرة والتسارع في الجو. تاريخيا، ً يصنف المؤرخون العسكريون الطائرات المقاتلة إلى أجيال معينة بدءاً بالجيل الأول إلى الجيل الخامس حيث صنفت المقاتلة الأمريكية إف-35 لايتنيغ الثانية والمقاتلة الروسية سوخوي سو-57 على أنها من الجيل الخامس للمقاتلات.
بالعودة إلى تاريخ الصناعات العسكرية شهدت الحرب العالمية الثانية التي دارت رحاها على المسرح الأوروبي نقلة نوعية في سلاح الطائرات المقاتلة التي ألقيت عليها أعباء كبيرة وتحملت جزءاً كبيراً من الصراع الجوي بين القوى المتحاربة، فقد بنى الألمان طائرات مقاتلة متفوقة للغاية ورائعة الأداء كانت تكيل ضربات موجعة لقوات الحلفاء مثل (دورنير دو 17 - فوك وولف فو 190 - هاينكل هي 100) وكذلك المقاتلة الألمانية الشهيرة مسرشميت مي 262 وهي أول طائرة مقاتلة نفاثة في العالم.
بينما انتج الحلفاء بدورهم سلسلة طائرات مقاتلة منها الكورسير عند الولايات المتحدة والسبتفاير عند بريطانيا.
واليوم تعد الطائرة المقاتلة من العناصر الهامة والتي لا غنى للقوات الجوية الحديثة في العالم لتحقيق التفوق الجوي في ميدان الحرب. حيث أن السيطرة الجوية (التي توفرها الطائرة المقاتلة) كان ولا يزال عنصراً حاسماً في تحقيق النصر في أكثر الصراعات التقليدية بين الجيوش النظامية من فترة انتهاء الحرب العالمية الثانية وحتى اليوم.

## الحرب العالمية الأولى
كان القتال الجوي الذي يجري بين مقاتلتين في حقبة الحرب العالمية الأولى عبارة عن اشتباكات خفيفة وقريبة المدى بين طائرتين من ذوات الجناح المزدوج المصنوعة من الخشب والورق المقوى والمزودة بمدفع رشاش مركب على إحدى الجوانب أو بالقرب من كابينة الطيار أو المدفعي (في حالة الطائرة ذات المقدين) حيث كان يجري التعرف البصري من قبل الطيار أو الطيار المساعد على الأهداف المعادية من المقاتلات وطائرات الاستطلاع أوالقاذفات المعادية ومن ثم يجري الدخول في اشتباك بالمدفع الرشاش ويعتمد الأمر كله على مكر الطيار قائد الطائرة وعلى دهائه وخفه تنفيذه للحركات البهلوانية من أجل الإطباق على الطائرة المعادية وتوجيه سبطانة المدفع الرشاش إليها لإصابتها وتدميرها.
وأحياناً كان الطيار يصيب بإطلاقاته ريش مروحة محرك طائرته لدى اشتداد القتال والاشتباك الجوي وفقدان القدرة على التركيز أحياناً.
وبما ان التعرّف إلى الأهداف كان بالنظر المجرد فقد دعت الحاجة في وقت لاحق إلى وسيلة ما لتميز الطائرات الصديقة عن تلك المعادية حيث لجأ الطيارون أول الأمر إلى دهن مقاتلاتهم بألوان مختلفة لتميزها عن العدو (انظر البارون الأحمر الطيار الألماني) ولاحقاً بدأت القوات الجوية في وضع علامة مميزة لها على جوانب بدن الطائرة المقاتلة وعلى سطح الأجنحة حيث كانت البداية لرمز القوات الجوية (Airforce Mark) التي تميّز القوات الجوية اليوم عن بعضها.

## فترة ما بين الحربين العالميتين
شهدت الفترة الفاصلة بين الحربين العالميتين تطورا بوتيرة بطيئة للطائرات المقاتلة حيث يمكن حصر أبرز نقاط
التطور في تخلص المقاتلات من البدن الخشبي المقوى بالقماش حيث حلّ محلها هيكل من المعدن أكثر قوة وصلابة وتحسينات عامة على القوة الدافعة لمحركاتها وظهرت أنطمة مبتكرة على المقاتلات كنظام تبريد درجة حرارة المحرك (الذي سوف يجد طريقه إلى طائرات الجيل التالي التي شاركت في الحرب العالمية الثانية) مما زاد من قدرة تحمل المحركات.

## الحرب العالمية الثانية

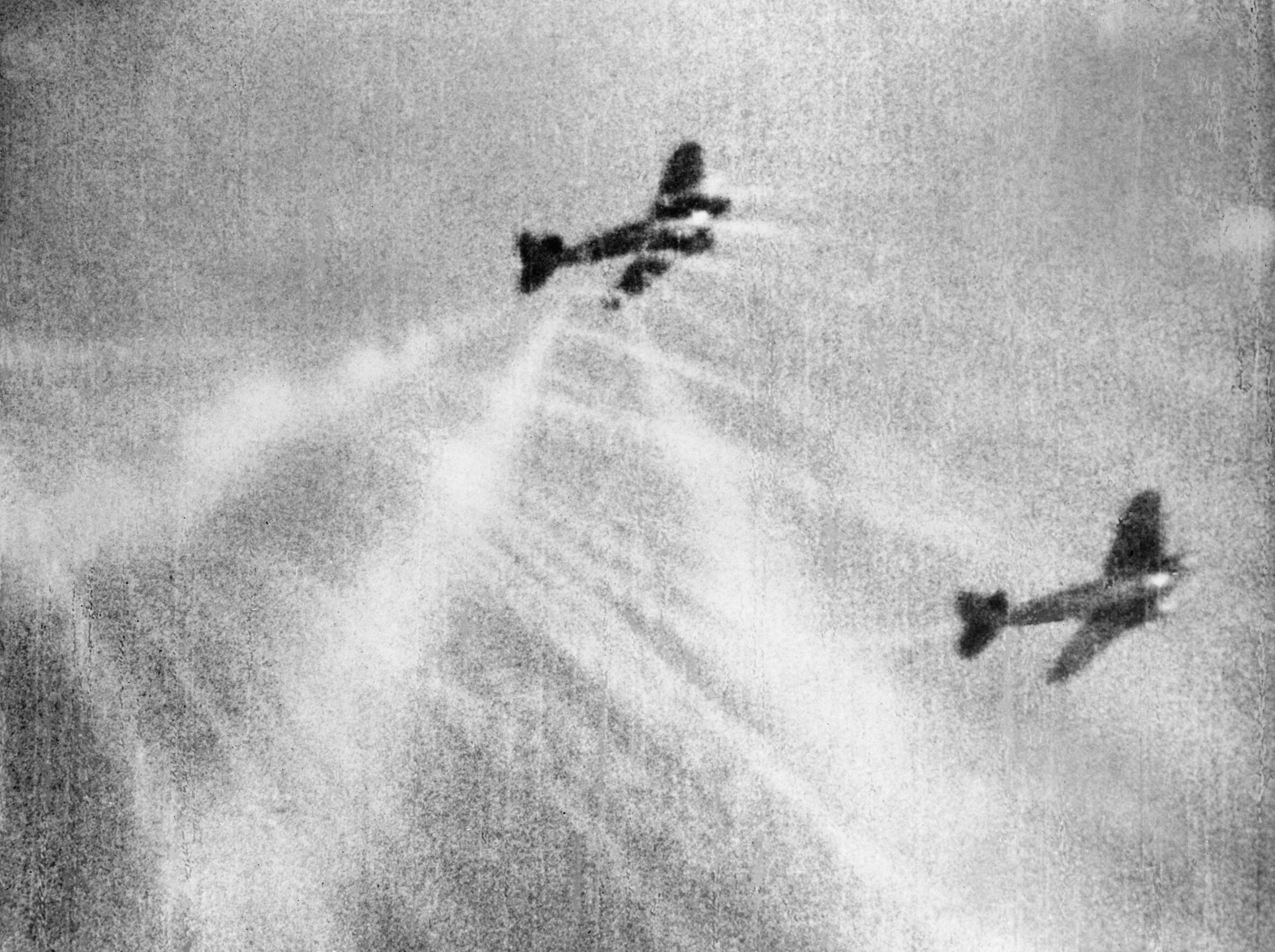
كاميرا مقاتلة "سبتفاير" تبين صورة إصابة القاذفة الألمانية طائرة Heinkel He 111 فوق بريطانيا يوم 25 سبتمبر 1940

شكّل القتال الجوي (حرب المقاتلات) جزءاً هاماً من النزاع المسلح العالمي الذي نشب بين الفرقاء الأوربيين المتصارعين في عموم أوروبا والمحيط الهادي.
توفر القدرة على الاستطلاع، إرهاق العدو بتوالي الغارات، وحرمان القوات الأرضية من التمتع بالحرية في بلوغ اهدافها كان من مباديء العقيدة العسكرية الألمانية.
عدم تمكن الألمان من تحقيق التفوق الجوي بواسطة سلاح المقاتلات كان له أثر كبير في عدم التحمس الألماني في البدء لاجتياح بري للجزر البريطانية، أنظر عملية أسد البحر.
يمكن تلمس تأثير القوة الجوية وسلاح مقاتلات في الجملة التي كتبها في يومياته القائد الألماني رومل حيث كتب : "كل من يواجه القتال، حتى مع أكثر الأسلحة تطوراً ضد عدو يتمتع بالتفوق الجوي، يشبه من يقاتل على طريقة الوحشيين ضد قوة نظامية، حتى بوجود نفس العوائق ونفس فرص النجاح.
الطائرات المقاتلة التي صنعت تأريخ الحرب العالمية الثانية كانت تجسّد حقبة التطور التقني في الثلاثينات من القرن العشرين، المحرّكات المكبسية تتابع عليها أعمال التطوير والتحسين بشكل مستمر حتى وصلت الصناعة الجوية في مجال المقاتلات إلى إنتاج المقاتلة الألمانية الشهير مسرشميت مي 262 Messerschmitt Me 262 التي قاربت سرعتها 400 ميل/ساعة (600 كم/ساعة) التي قاربت فيما بعد سرعاتها كي تلامس سرعة الصوت في اواخر الحرب.
بدت عقبات تخطي سرعة الصوت والتي كانت تتمثل بانهيار بدن الطائرة وتمزيقها تحت وطأة الضغط الشديد بدت أقل شيئاً فشيئاً بسب التطور الثابت التي كانت تشهده المقاتلات.

## فترة ما بعد انتهاء الحرب العالمية الثانية1944-1953

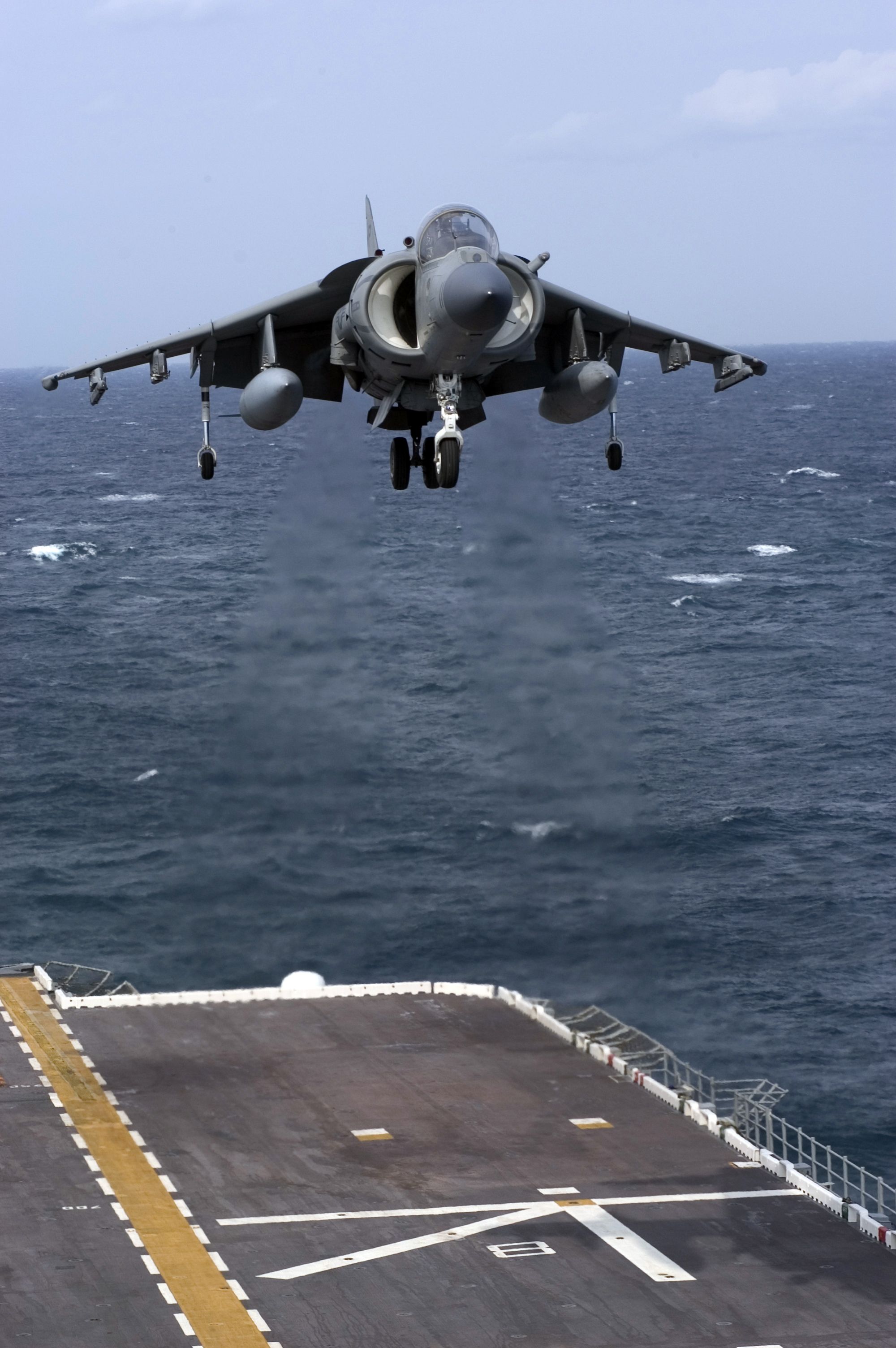
الطائرة إيه في-8 هارير الثانية تنطلق عمودياً فوق إحدى حاملات الطائرات

بدء إنتاج الجيل الأول للمقاتلات التي تطير بواسطة محركات نفاثة فعلياً مع حلول أواخر الحرب العالمية الثانية والتي سبقت فيها ألمانيا النازية دول الحلفاء في هذا المضمار، وبمقاتلتها الشهيرة Messerschmitt (مسر شميدت) التي خرجت إلى الساحات القتال الجوي في فترة كانت ألمانيا تستكمل فصول انهيارها العسكري وبدأت تفقد أراضيها أمام جحافل قوات الحلفاء، أدهشت المسر شميدت صاحبة البدن الرفيع والمحركين النفاثين المثبتين أسفل جناحيها طياري الحلفاء الذين لم يكن بوسعهم الهروب أمام انقضاضها المفاجيء على طائراتهم بسرعات مضاعفة من تلك التي كانت عليها طائراتهم المزودة بمحركات مكبسية، بالطبع كانت للمسر شميدت عيوبها الكثيرة كطائرة كانت أول درجة من سلم المقاتلات النفاثة لكنها كانت تمثل نقطة تأريخ للمقاتلات النفاثة الأسرع من الصوت، استمر العمل والتطوير شيئاً فشيئاً خلال الحقبة التي نتحدث عنها والتي تنحصر بين الأعوام 1944 لغاية 1953.
كان الجيل الأول من المقاتلات النفاثة بعيدة للغاية عن الكمال والمثالية، حيث كان عمرها التشغيلي يقاس أحياناً بالساعات فقط ! وكانت المحركات صاحبة الضوضاء والصخب المرتفع في الأداء تتميز بضخامتها وثقلها وهشاشة بنيتها وكان التحكم بالسرعات وزيادتها وخفضها يجري بصورة بطيئة وغير آمنة أحياناً.
هناك نقاط بحد ذاتها تميز التطور التقني للمقاتلات في هذه الحقبة ومنها إدخال تصميم الأجنحة القابلة للإزالة بسرعة من المقاتلة، إدخال نظام كرسي القذف للطيار المقاتل حينما يوشك على فقدان طائرته في القتال أو بسبب عطل فني.